# Projekt 885
Projekt 885 Jaseň (v kódu NATO třída Severodvinsk, někdy nazývána též třída Graney) je třída útočných ponorek Ruského námořnictva s jaderným pohonem. Celkem má být postaveno 10 ponorek této třídy, které ve službě nahradí ponorky Projektu 971 (v kódu NATO Akula) a Projektu 949 (v kódu NATO Oscar). Ponorky jsou konstruovány s ohledem na plnění širokého spektra misí, včetně ničení hladinových cílů, ponorek, průzkumu a zapojení do speciálních operací.

## Stavba

Ilustrace ponorky projektu 885

Ponorky staví ruské loděnice Sevmaš v Severodvinsku. Kvůli nedostatku financí doznala stavba ponorek projektu 885 značného zpoždění – prototypová jednotka Severodvinsk byla stavěna v letech 1993–2014, tedy plných 21 let. Počínaje druhou jednotkou jsou tak stavěny modernizované ponorky projektu 885M Jaseň-M.
Jednotky Projektu 885 Jaseň a 885M Jaseň-M:
| Jméno              | Projekt | Založení kýlu     | Spuštěna           | Vstup do služby   | Status    |
| ------------------ | ------- | ----------------- | ------------------ | ----------------- | --------- |
| K-560 Severodvinsk | 885     | 21. prosince 1993 | 15. června 2010    | 17. června 2014   | aktivní   |
| K-561 Kazaň        | 885M    | červenec 2009     | 31. března 2017    | 7. května 2021    | aktivní   |
| K-573 Novosibirsk  | 885M    | 26. července 2013 | 25. prosince 2019  | 21. prosince 2021 | aktivní   |
| K-571 Krasnojarsk  | 885M    | 2015              | 30. července 2021  | 11. prosince 2023 | aktivní   |
| K-564 Archangelsk  | 885M    | 19. března 2015   | 29. listopadu 2023 | 27. prosince 2024 | aktivní   |
| Perm               | 885M    | 29. července 2016 | 27. března 2025    |                   | spuštěna  |
| Uljanovsk          | 885M    | 28. července 2017 |                    |                   | ve stavbě |
| Voroněž            | 885M    | 20. července 2020 |                    |                   | ve stavbě |
| Vladivostok        | 885M    | 20. července 2020 |                    |                   | ve stavbě |

## Konstrukce

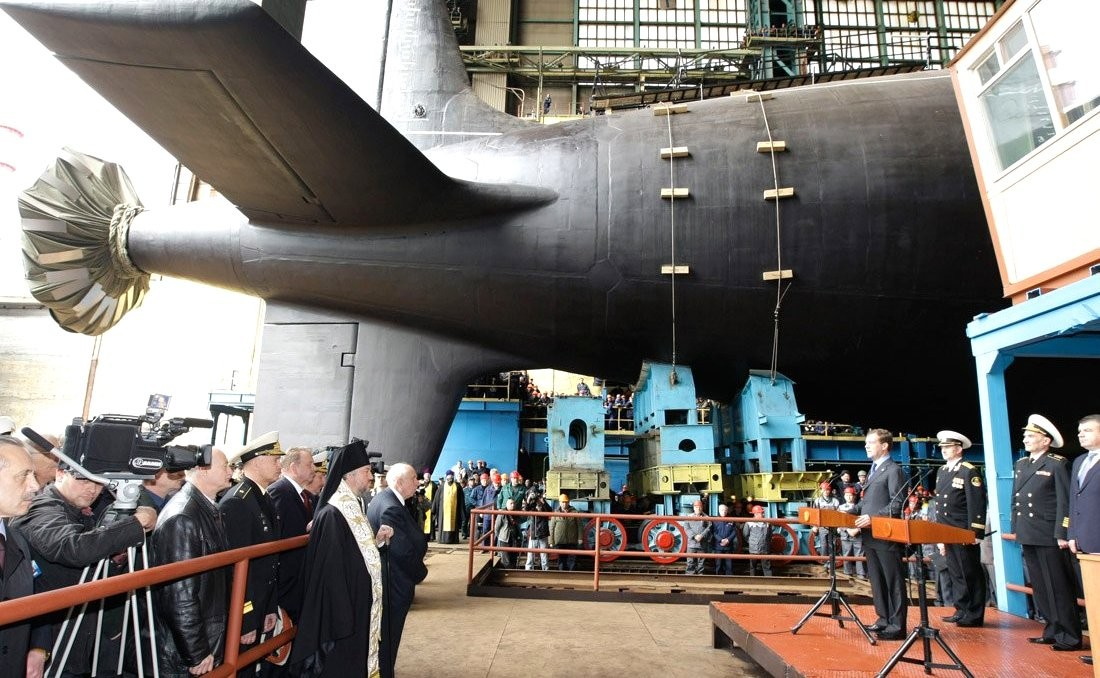
Stavba ponorky Severodvinsk

Ponorky jsou částečně jednopláštové a částečně dvouplášťové koncepce (záď počínaje oddílem s vertikálními sily). Trup je zhotoven z nízkomagnetické oceli. Můstek se nachází pod velitelskou věží. Její součástí je i záchranný modul pro celou posádku. Severodvinsk představuje první ruskou ponorku se sférickým sonarem v přídi. To si vynutilo posunutí torpédometů dozadu na úroveň kořenu velitelské věže. Sonarový komplex Irtyš-Amfora tvoří sférický sonar přídi a další sonary na bocích trupu.
Ponorka je vybavena dvěma 533mm a šesti 650mm torpédomety, sloužícími k vypouštění torpéd a námořních min. Výzbroj zahrnuje například 533mm raketová torpéda VA-111 Škval, 533mm torpéda SAET-60M, nebo 650mm protiponorkové střely RPK-7 Veter (v kódu NATO SS-N-16 Stallion). Ponorka nese osm čtyřnásobných vertikálních vypouštěcích sil pro střely s plochou dráhou letu P-900 Alfa (v kódu NATO SS-N-27) s dosahem až 800 km, protilodní střely P-800 Oniks s dosahem až 300 km, nebo protizemní střely S-10 Granat (v kódu NATO: SS-N-21 Sampson). Střely mohou nést jadernou hlavici. Další možností jsou řízené střely rodiny 3K14 Kalibr. Perm je jíž schopen nést i hypersonické střely 3M22 Zirkon.
Pohonný systém tvoří jeden reaktor o výkonu cca 200 MW a dvě turbíny. Lodní šroub je jeden. Nejvyšší rychlost dosahuje 20 uzlů na hladině a 35 uzlů pod hladinou.